# سادکی (استان کویافسکو-پومورسکی)
سادکی (به لهستانی:  Sadki) یک روستا در لهستان است که در گمینا سادکی واقع شده‌است. سادکی ۲٬۰۰۰ نفر جمعیت دارد و ۹۰ متر بالاتر از سطح دریا واقع شده‌است.